# Cnemidocarpa intestinata
Cnemidocarpa intestinata är en sjöpungsart som beskrevs av Kott 1985. Cnemidocarpa intestinata ingår i släktet Cnemidocarpa och familjen Styelidae. Inga underarter finns listade i Catalogue of Life.